# مداخله ارتش سرخ در افغانستان (۱۹۲۹)
مداخله ارتش سرخ در افغانستان در ۱۹۲۹ عملیاتی ویژه با هدف پشتیبانی از، امان‌الله شاه، پادشاه مخلوع افغانستان در برابر سقاوی‌ها و باسماچی‌ها بود.